# Léon XIII (rose)
Pour les articles homonymes, voir Léon XIII (homonymie).
'Léon XIII' est un cultivar de rosier obtenu en 1890 et mis au commerce en 1892 par la maison luxembourgeoise Soupert & Notting. Il rend hommage au pape Léon XIII, pape de 1878 à 1903. Il est issu d'un croisement 'Anna Olivier' × 'Earl of Eldon'.

## Description
Ce rosier thé présente de grosses fleurs pleines blanches, légèrement nuancées de jaune paille. La floraison se déroule de juin aux gelées. Son buisson rustique à feuillage vert foncé est vigoureux. 
Cette variété a obtenu un immense succès à la Belle Époque dans de nombreux pays, grâce à sa généreuse floribondité. Elle était plébiscitée pour les massifs 
, ainsi que pour les bouquets et corbeilles de fleuristes. L'écrivain russe Anton Tchekhov l'a plantée dans le jardin de sa villa de Yalta en Crimée.
Cette rose n'est plus commercialisée.